# Adalbert Wolf
Adalbert Wolf (* 12. Februar 1879 in Neusiedl am See; † 23. Oktober 1950 in Wien) war ein österreichischer Apotheker und Politiker (GDVP). Er war von 1922 bis 1923 Abgeordneter zum Burgenländischen Landtag.

## Leben
Wolf wurde als Sohn des Eisenhändlers Franz Wolf aus Neusiedl geboren. Er besuchte die Volksschule und das Gymnasium in Győr und schrieb seine Maturahausarbeit zum Thema „Hände weg vom deutschen Gut“. Danach studierte Wolf an der Universität Wien und schloss sein Studium 1900 mit dem akademischen Grad Mr. pharm. Wolf war in der Folge als Apotheker in Neusiedl am See tätig. Wolf leistete zwischen 1914 und 1918 den Militärdienst ab. Er war 1918 Wortschöpfer des Begriffes „Vierburgenland“, des geplanten Landesnamens des Burgenlandes, und wurde wegen Hochverrates zu 28 Monaten Kerker verurteilt. Er war von 1919 bis 1921 in Győr inhaftiert und wurde am 27. Jänner 1922 Mitglied der Verwaltungsstelle für das Burgenland.
Wolf war verheiratet.

## Politik
Wolf begründete die Großdeutsche Volkspartei im Burgenland mit und war Mitglied des Landesparteivorstandes. Am 2. Februar 1922 wurde er zum Obmann-Stellvertreter gewählt und hatte zwischen dem 11. Juni 1923 und dem 6. September 1924 das Amt des Bürgermeisters von Neusiedl am See inne. Ab 1926 war Wolf beruflich in Wien tätig, 1934 übersiedelte er endgültig nach Wien und gründete am 1. Februar 1937 die „Vierburgen-Apotheke“ in Wien-Meidling. Wolf war zwischen dem 15. Juli 1922 und dem 13. November 1923 Abgeordneter zum Burgenländischen Landtag.
Er beantragte am 26. Mai 1938 die Aufnahme in die NSDAP und wurde rückwirkend zum 1. Mai desselben Jahres aufgenommen (Mitgliedsnummer 6.229.602).